# What If...? (2.ª temporada)
A segunda temporada da série de antologia animada norte-americana What If...?, baseada na série de mesmo nome da Marvel Comics, explora linhas do tempo alternativas no multiverso que mostram o que aconteceria se momentos importantes dos filmes do Universo Cinematográfico Marvel ( MCU) ocorressem de forma diferente. A temporada foi produzida pela Marvel Studios Animation, com A. C. Bradley como roteirista principal e direção de Bryan Andrews. A animação da temporada é fornecida pela Flying Bark Productions, Stellar Creative Lab e SDFX Studios, com Scott Wright e Stephan Franck como chefes de animação.
Jeffrey Wright estrela como o Vigia, que narra a série, ao lado de muitos atores de filmes do MCU reprisando seus papéis. O desenvolvimento da temporada começou em dezembro de 2019, com os roteiros da temporada escritos entre janeiro e outubro de 2020, no meio da pandemia de COVID-19. Foi revelado que Bradley e Andrews retornariam em novembro de 2021. O chefe de animação da primeira temporada, Stephan Franck, foi revelado como outro diretor em dezembro de 2023.
A segunda temporada estreou em 22 de dezembro de 2023, no Disney+ e lançou cada um de seus nove episódios diariamente até 30 de dezembro, como parte da Fase Cinco do MCU.

## Episódios
| N.º | Título | Dirigido por   | Escrito por                      | Exibição original      |
| --- | --- | -------------- | -------------------------------- | ---------------------- |
| 1 | "What If... Nebula Joined the Nova Corps?" "E Se... Nebulosa se Juntasse à Tropa Nova? (BR)"                                       | Stephan Franck | Matthew Chauncey                 | 22 de dezembro de 2023 |
| Nova Prime recruta Nebulosa para se juntar à Tropa Nova após o golpe bem-sucedido de Ronan, o Acusador, contra Thanos. Cinco anos depois, após Xandar ser isolado do universo para se proteger das forças de Ronan, Nebulosa descobre o corpo de Yondu Udonta e recebe ordens de Nova Prime para investigar. Ela descobre que Yondu localizou os códigos para abrir o escudo planetário e convoca o soldado Kree Yon-Rogg para se infiltrar no mainframe da Nova Corps para destruí-los. Yon-Rogg a trai, revelando que ele e Nova Prime planejam entregar Xandar para Ronan. Nebulosa sobrevive a uma tentativa de execução pelos homens de Nova Prime, posteriormente recrutando o proprietário do cassino, Howard, o Pato, e seus subordinados Groot, Miek e Korg para impedir Nova Prime. Durante a luta, Nebulosa revela que percebeu a deserção de Nova Prime quando atribuiu a missão a ela e alterou o código para que o escudo se fechasse novamente quando a nave de Ronan, o Dark Aster, entra em Xandar, destruindo-o e matando Ronan. Nova Prime tenta escapar, mas cai para a morte. O escudo reabre enquanto Nebulosa se prepara para continuar defendendo Xandar. Elenco: Karen Gillan como Nebulosa, Jude Law como Yon-Rogg, Michael Rooker como Yondu Udonta, Seth Green como Howard, o Pato, Taika Waititi como Korg, Peter Serafinowicz como Garthan Saal, Julianne Grossman como Irani Rael/Nova Prime e Fred Tatasciore como Groot. | |                |                                  |                        |
| 2 | "What If... Peter Quill Attacked Earth's Mightiest Heroes?" "E Se... Peter Quill Atacasse os Heróis Mais Poderosos da Terra? (BR)" | Bryan Andrews  | Matthew Chauncey                 | 23 de dezembro de 2023 |
| Em 1988, os Saqueadores levam Peter Quill até Ego, que o incentiva a ajudar em sua expansão pelo universo. Seis meses depois, após devastar vários mundos, Quill retorna à Terra. Em resposta, Peggy Carter e Howard Stark recrutam Bill Foster, o Rei T'Chaka de Wakanda, Bucky Barnes, a Dra. Wendy Lawson e um relutante Hank Pym, que traz sua filha Hope van Dyne junto. Após uma luta em Coney Island, a equipe detém Quill com a ajuda de Thor. Enquanto a equipe discute o próximo passo, Hope liberta Quill, que viaja para o Missouri. Enquanto T'Chaka, Foster e Thor ajudam as forças de Peggy a conter Ego, Pym e Lawson encontram Quill visitando o túmulo de sua mãe. Pym o convence a ficar contra seu pai. Barnes—sob a influência de seus manipuladores—se prepara para assassinar Quill até que Stark o lembre de seu melhor amigo, Steve Rogers. Enquanto Ego domina os heróis e tenta obter sua semente, Pym e Quill chegam a tempo de detê-lo, com este último usando a semente para destruir o avatar de Ego. A equipe, sem Barnes, comemora a vitória antes de enfrentar o próprio Ego. Elenco: Michael Douglas como Hank Pym/Homem-Formiga, Hayley Atwell como Peggy Carter, John Slattery como Howard Stark, Kurt Russell como Ego, Chris Hemsworth como Thor, Laurence Fishburne como Bill Foster/Golias, Sebastian Stan como Bucky Barnes/Soldado Invernal, Atandwa Kani como Rei T'Chaka/Pantera Negra, Madeleine McGraw como Hope van Dyne, Mace Montgomery Miskel como Peter Quill, Keri Tombazian como Mar-Vell/Wendy Lawson, e Gene Farber como Karpov. | |                |                                  |                        |
| 3 | "What If... Happy Hogan Saved Christmas?" "E Se... Happy Hogan Salvasse o Natal? (BR)"                                             | Bryan Andrews  | A. C. Bradley & Matthew Chauncey | 24 de dezembro de 2023 |
| Na véspera de Natal, Happy Hogan é designado para supervisionar a segurança na Torre dos Vingadores para uma festa anual até Justin Hammer e seus capangas, Sergei e Rusty, escaparem da prisão e atacarem a Torre em busca da tecnologia de Tony Stark e uma amostra do sangue de Bruce Banner. Ao tentar salvar a amostra de sangue, Hogan é acidentalmente injetado com ela, fazendo com que ele gradualmente se transforme em um monstro parecido com o Hulk, mantendo sua inteligência. Com os Vingadores ocupados e a I.A. de Stark, J.A.R.V.I.S., inativo, Hogan contata Darcy Lewis, que tenta encontrar uma nova I.A. para reiniciar os sistemas da torre. No entanto, ela é feita refém pelo grupo de Hammer, que sequestra a Legião de Ferro e a armadura Hulkbuster de Stark. Assim que sua transformação se completa, Hogan destrói a legião e derrota Hammer. Enquanto Hammer é levado de volta sob custódia, os Vingadores retornam, elogiam Hogan por seus esforços e retomam a festa de Natal. Elenco: Jon Favreau como Happy Hogan / "O monstro", Kat Dennings como Darcy Lewis, Cobie Smulders como Maria Hill, Sam Rockwell como Justin Hammer, Chris Hemsworth como Thor, Mark Ruffalo como Bruce Banner, Jeremy Renner como Clint Barton / Hawkeye, Mick Wingert como Tony Stark / Homem de Ferro, Lake Bell como Natasha Romanoff / Viúva Negra, Josh Keaton como Steve Rogers / Capitão América, Isaac Robinson-Smith como Sergei, Matthew Waterson como Rusty, e Ross Marquand como W.E.R.N.E.R.. | |                |                                  |                        |
| 4 | "What If... Iron Man Crashed Into the Grandmaster?" "E Se... O Homem de Ferro Colidisse com o Grão-Mestre? (BR)"                   | Bryan Andrews  | A. C. Bradley                    | 25 de dezembro de 2023 |
| Em 2012, Tony Stark salva Nova York dos Chitauri redirecionando um míssil nuclear para sua nave-mãe. No entanto, o buraco de minhoca que ele usou fecha antes que ele possa retornar à Terra, fazendo com que ele caia em Sakaar, onde ele é forçado a ficar por seu governante, o Grão-Mestre. Stark interfere em uma corrida mortal para salvar um dos pilotos, Korg, e encontra Gamora, que foi enviada por Thanos para matar Stark por parar os Chitauri, antes que a principal executora do Grão-Mestre, Topaz, aprisionasse a dupla. Ao saber o propósito de Gamora e prometer deter o Grão-Mestre, Stark escapa, recruta Korg e Valquíria, constrói um novo traje do Homem de Ferro e desafia o Grão-Mestre para uma corrida pelo título de governante de Sakaar. Embora o Grão-Mestre tente trapacear, Stark finalmente vence, enquanto Valquíria derrota Topaz e derrete o Grão-Mestre. Enquanto Valquíria é coroada rei de Sakaar, Stark convence Gamora a seguir seu próprio caminho antes de se juntar a ela na partida para enfrentar e matar Thanos. Em uma cena no meio dos créditos, o Grão-Mestre ainda vivo implora a Topaz para coletar sua nova forma de poça. Elenco: Mick Wingert como Tony Stark / Homem de Ferro, Jeff Goldblum como Grão-Mestre, Tessa Thompson como Valquíria, Taika Waititi como Korg, Rachel House como Topaz, Josh Brolin como Thanos e Cynthia McWilliams como Gamora. | |                |                                  |                        |
| 5 | "What If... Captain Carter Fought the Hydra Stomper?" "E Se... Capitã Carter Lutasse Contra o Esmagador Hydra? (BR)"               | Bryan Andrews  | A. C. Bradley                    | 26 de dezembro de 2023 |
| A capitã Peggy Carter e Natasha Romanoff encontram Steve Rogers dentro da armadura Esmagador Hydra a bordo da Lemurian Star, mas ele as ataca. Uma conversa com Nick Fury leva Natasha a deduzir que Rogers, que desapareceu em 1953, foi capturado e sofreu lavagem cerebral pela Sala Vermelha. Peggy e Natasha ajudam Brock Rumlow a proteger Bucky Barnes de Rogers antes de incapacitá-lo e viajar para um esconderijo secreto na Escócia, onde descobrem que o traje mantém Rogers vivo, embora cada ativação reduza suas chances de sobrevivência. Rogers se oferece para ajudar Peggy a desmantelar a Sala Vermelha na esperança de encontrar uma cura antes de escoltar ela e Natasha a um antigo local da KGB. No entanto, o grupo é emboscado por drones e assassinas Viúva Negra controlados pela líder da Sala Vermelha, Melina Vostokoff, que reativa a lavagem cerebral de Rogers. Enquanto Natasha detém as forças de Vostokoff, Peggy estende a mão para Rogers, que se sacrifica para destruir a Sala Vermelha. Em meio a isso, Natasha usa seu gancho para amarrar Vostokoff ao traje de Rogers, matando-a na explosão resultante. Enquanto Peggy tenta encontrar Rogers, um portal de repente a leva a um universo com temática renascentista, onde ela encontra as variantes de Fury e Wanda Maximoff. Elenco: Samuel L. Jackson como Nick Fury, Hayley Atwell como Peggy Carter/Capitão Carter, Lake Bell como Natasha Romanoff/Viúva Negra, Frank Grillo como Brock Rumlow, Josh Keaton como Steve Rogers/Hydra Stomper, Sebastian Stan como Bucky Barnes, Rachel Weisz como Melina Vostokoff, e Elizabeth Olsen como Wanda-Merlin. | |                |                                  |                        |
| 6 | "What If... Kahhori Reshaped the World?" "E se... Kahhori Remodelasse o Mundo? (BR)"                                               | Bryan Andrews  | Ryan Little                      | 27 de dezembro de 2023 |
| Depois que Surtur destrói Asgard durante o Ragnarok, o Tesseract cai em um lago na Confederação Haudenosaunee, na América pré-colonial, dando-lhe propriedades mágicas. Depois que vários membros da tribo desaparecem ao interagir com ele, ele se torna conhecido como Lago Proibido. No final do século XV, os jovens irmãos Mohawk Kahhori e Wáhta são caçados pelos conquistadores espanhóis, que saquearam a sua aldeia em busca da Fonte da Juventude. Enquanto se escondia dentro de uma caverna, Wáhta é capturado e Kahhori leva um tiro, fazendo-a cair no Lago Proibido, que a teletransporta para outra dimensão, onde ela é cuidada por outros mohawks até recuperar a saúde. Um aldeão chamado Atahraks explica que o povo desaparecido da tribo foi teleportado para o "mundo do céu", onde ganharam poderes e imortalidade, mas não conseguiram voltar para casa. Enquanto Kahhori se familiariza com seus novos poderes, os Conquistadores entram no lago, acreditando ser a Fonte, e invadem o mundo do céu. Kahhori os impede e força o portal do céu para o chão e volta para casa. Ela e os moradores derrotam os conquistadores, resgatam seu povo e depois forçam a rainha Isabella a fazer as pazes. Logo depois, o Doutor Estranho Supremo emerge de um portal separado e se aproxima de Kahhori. Elenco: Devery Jacobs como Kahhori, Kiawentiio como Wáhta, Jeremy White como Atahraks, Gabriel Romero como Rodrigo Alphonso Gonzolo, Benedict Cumberbatch como Doutor Estranho Supremo, Carolina Ravassa como Rainha Isabel da Espanha, Clancy Brown como Surtur e Jeff Bergman como Odin. | |                |                                  |                        |
| 7 | "What If... Hela Found the Ten Rings?" "E se... Hela encontrasse os Dez Anéis? (BR)"                                               | Bryan Andrews  | Matthew Chauncey                 | 28 de dezembro de 2023 |
| Cansado da sede de sangue de Hela nos Nove Reinos, Odin a bane para a Terra e retira seus poderes destruindo Mjolnir e colocando um encantamento em sua coroa. Hela chega à China medieval e é confrontada pelos exércitos de Xu Wenwu. Ela tenta recuperar a coroa, mas falha. Wenwu mantém Hela viva e tenta recrutá-la para seu exército, mas ela escapa depois de não conseguir roubar seus Dez Anéis. Ela é guiada por um Hundun até o reino de Ta-Lo, onde convence sua líder, Jiayi, a deixá-la se juntar à causa. Jiayi ensina artes marciais a Hela depois que ela reconhece seu verdadeiro desejo de se libertar do controle. Depois que Heimdall relata seu fracasso em localizar Hela, Odin visita a Terra para lutar contra Wenwu em retaliação. Hela se junta a Wenwu na luta contra Odin, vencendo e recuperando seu valor para usar sua coroa. Odin reconhece o crescimento de Hela e submete o trono de Asgard a ela. Hela une os exércitos da organização Dez Anéis de Asgard e Wenwu e embarca em uma jornada para garantir a liberdade nos Nove Reinos e além, resgatando o povo de Gamora enquanto Thanos os ataca. Elenco: Cate Blanchett como Hela, Jeff Bergman como Odin, Feodor Chin como Xu Wenwu, Lauren Tom como Jiayi, Idris Elba como Heimdall, Michael Hagiwara como Shunyuan e Liv Zamora como a jovem Hela. | |                |                                  |                        |
| 8 | "What If... The Avengers Assemble in 1602?" "E Se... os Vingadores se Reunissem em 1602? (BR)"                                     | Bryan Andrews  | A. C. Bradley & Ryan Little      | 29 de dezembro de 2023 |
| Depois de chegar a um universo temático da era elisabetana, a Capitão Carter concorda em ajudar Wanda Merlin e Sir Nicholas Fury a impedir uma incursão iminente. Ela salva o Príncipe Loki de ser jogador em um tear, mas não consegue salvar a Rainha Hela e é caçada por Sir Harold "The Happy" Hogan sob as ordens do Rei Thor. Peggy descobre que a incursão está ocorrendo devido à presença do Forerunner, outro indivíduo deslocado no tempo, e trabalha com Tony Stark para construir um dispositivo que possa identificar o Forerunner usando a Jóia do Tempo no cetro de Thor. Stark sugere que ela trabalhe com os bandidos Steve Rogers, Bucky Barnes e Scott Lang para ajudar a roubá-lo. Peggy encontra o grupo, mas eles são emboscados por Hogan. Peggy se entrega antes de libertar a si mesma e ao mascarado Bruce Banner. Eles se encontram com Stark e se juntam ao grupo de Rogers para se infiltrar na corte de Thor. Com a ajuda de Wanda e Fury, o grupo recupera a Jóia do Tempo para o dispositivo de Stark, que identifica Rogers como o Forerunner, que inadvertidamente criou a anomalia temporal enquanto lutava contra Thanos. Peggy se despede de Rogers e o leva de volta ao seu tempo, evitando a incursão, antes de ser recebida por Strange Supremo. Elenco: Hayley Atwell como Peggy Carter / Capitã Carter, Samuel L. Jackson como Sir Nicholas Fury, Elizabeth Olsen como Wanda Merlin, Chris Hemsworth como Rei Thor Odinson, Tom Hiddleston como Loki, Mark Ruffalo como Bruce Banner/Hulk, Jon Favreau como Sir Harold " The Happy" Hogan / "O Monstro", Mick Wingert como Tony Stark, Josh Keaton como Steve Rogers / Rogers Hood, Paul Rudd como Scott Lang / Homem-Formiga, Sebastian Stan como Bucky Barnes, Benedict Cumberbatch como Doutor Estranho Supremo, e Lake Bell como Natasha Romanoff / Viúva Negra. | |                |                                  |                        |
| 9 | "What If... Supreme Strange Intervened?" "E Se... Estranho Supremo Interviesse? (BR)"                                              | Bryan Andrews  | Matthew Chauncey                 | 30 de dezembro de 2023 |
| Strange Supremo leva a Capitã Carter ao seu Sanctum Infinitum, onde ele revela que está capturando "assassinos de universo" para compensar seus pecados, e pede sua ajuda para capturar uma variante fugitiva que escapou para um universo onde a Hydra usou o Tesseract para destruir o mundo. Peggy concorda e encontra Kahhori, que revela que Strange tem capturado variantes para alimentar a Forja, uma engenhoca que ele construiu para ressuscitar seu universo perdido. Enquanto Strange tenta matar Kahhori, Peggy liberta seus prisioneiros, permitindo que ela e Kahhori escapem. Em meio ao caos, a dupla encontra o Pantera Negra Killmonger, que Kahhori separa de sua armadura, permitindo que Peggy use suas Jóias do Infinito. Enquanto a dupla luta contra Strange na Forja, as variantes emprestam suas armas para as duas enquanto Kahhori as manda para casa. Strange é dominado por seu eu demoníaco, embora Peggy os separe. À medida que a Forja entra em colapso, Strange sacrifica a si mesmo e sua contraparte. O Vigia retorna Kahhori para casa e traz Peggy para o universo restaurado de Strange, revelando que ele conseguiu ressuscitar Christine Palmer, embora ele nunca possa renascer nele. Peggy pede ao Vigia que lhe mostre o multiverso antes de levá-la para casa. Elenco: Hayley Atwell como Peggy Carter / Capitã Carter, Benedict Cumberbatch como Doutor Estranho Supremo / Demônio Estranho, Devery Jacobs como Kahhori, Cate Blanchett como Hela, Feodor Chin como Xu Wenwu, Clancy Brown como Surtur, Josh Keaton como Steve Rogers e Stanley Tucci como Abraham Erskine. | |                |                                  |                        |

## Elenco e personagens
A série é narrada por Jeffrey Wright como o Vigia, um membro da raça alienígena Vigia que observa o multiverso. Cada episódio apresenta diferentes versões de personagens dos filmes do MCU, com muitos atores reprisando seus papéis na série.

## Produção

### Desenvolvimento
Em dezembro de 2019, o presidente da Marvel Studios, Kevin Feige, revelou que o trabalho já havia começado em uma segunda temporada de 10 episódios de What If...?. No entanto, devido aos atrasos na produção causados pela pandemia de COVID-19 durante a primeira temporada, as duas primeiras temporadas consistiram cada uma em nove episódios. O produtor executivo Brad Winderbaum explicou que o décimo episódio adicional da primeira temporada, focado nas versões de Tony Stark e Gamora vistas pela primeira vez no final da primeira temporada, não teria sido concluído a tempo, e está incluído na segunda temporada. Os episódios têm aproximadamente 30 minutos de duração. A.C. Bradley e Bryan Andrews retornam como roteirista principal e diretor principal, respectivamente, com Andrews dirigindo a maioria dos episódios e Stephan Franck, chefe de animação da primeira temporada, dirigindo o primeiro episódio. Os produtores executivos da temporada incluem Winderbaum, Feige, Louis D'Esposito, Victoria Alonso, Andrews e Bradley. O episódio final da temporada introduziu um logotipo atualizado da Marvel Studios que substituiu as imagens dos filmes por imagens animadas de What If...?.

### Roteiro
Matthew Chauncey e Ryan Little atuaram como roteiristas da temporada, ao lado de Bradley. A escrita dos episódios da temporada ocorreu entre janeiro e outubro de 2020, durante o auge da pandemia de COVID-19, com os arcos de história concebidos durante sessões de brainstorming em 2019. Devido à longa produção da animação, não houve oportunidade para que as reações do público à primeira temporada impactassem o trabalho dos criativos na segunda temporada. Bradley disse que como "parecia que o mundo já estava acabando" ao escrever a temporada, eles tentaram trazer leveza à história da temporada para torná-la "uma fuga e uma libertação divertida"; antítese disso, ela havia escrito um episódio "muito sombrio" com Peter Parker / Homem-Aranha inspirado em Children of Men (2006) que não prosseguiu. Alguns dos 20 conceitos não escolhidos dos 30 iniciais da primeira temporada aparecem na segunda, com Winderbaum observando que desde que foram inicialmente concebidos, "o mundo mudou e o universo fictício da Marvel mudou", o que permitiria também a apresentação de novas ideias. Andrews disse que após a primeira temporada, em que o conceito "e se" eram apenas pequenas mudanças em relação ao que foi estabelecido, as temporadas seguintes foram capazes de "expandir-se" além desses pequenos momentos e "ficar um pouco mais malucas". Bradley disse que a temporada se concentraria mais em revelar novos lados dos personagens do MCU do que nas histórias no estilo “grande, vamos acabar com o mundo” da primeira temporada. Personagens introduzidos na Fase Quatro do MCU também apareceram na temporada, que mostra histórias alternativas dos filmes da Fase Quatro.
Alguns dos elementos do enredo da primeira temporada com Capitã Carter, Doutor Estranho Supremo e o Vigia continuam nesta temporada. Enquanto o desenvolvimento da segunda temporada estava começando, a Capitã Carter se tornou a personagem que os roteiristas queriam continuar a revisitar a cada temporada para continuar sua história depois que ela "borbulhou" na primeira temporada como uma personagem proeminente. Depois que o arco da Capitã Carter foi decidido, os criativos continuaram voltando à ideia de ter o Doutor Estranho Supremo retornando como o vilão da temporada; as primeiras discussões sobre o vilão da temporada focaram em ser o Grão-Mestre, explorando a ideia de que ele adquiriu a Manopla do Infinito. Para o Vigia, a temporada vai "um pouco mais fundo" no que o faz "funcionar", e como ele consideraria suas escolhas da primeira temporada. Chauncey explicou que o destino fez da Capitã Carter e do Vigia "guerreiros solitários" e os descreveu como espelhos um do outro, destacando como o Vigia observa e se envolve com a Capitã Carter ao longo de sua vida na temporada. Discutindo a amizade entre o Vigia e a Capitã Carter, Bradley disse que Peggy não desiste dele e é capaz de "ver o quadro geral" enquanto tenta fazer o que é certo e intervir em eventos que o Vigia não consegue.
Os episódios mais uma vez têm vários tons e são ambientados em diferentes gêneros, incluindo um episódio de Nebulosa que é uma história de detetive inspirada no gênero filme noir, como Blade Runner (1982), que é um dos episódios mais "sombrios" da temporada; um em que os Vingadores foram formados na década de 1980 e é inspirado nos filmes de ação da época; um episódio com tema natalino influenciado por Die Hard (1988); uma homenagem à Odisseia que mistura elementos de corrida de filmes como Death Race 2000 (1975) e Mad Max: Fury Road (2015); e elementos de espionagem para o episódio da Capitã Carter que continua a partir da cena do meio dos créditos em "What If... the Watcher Broke His Oath?". A temporada também inclui episódios que são uma "história de redenção" para Hela, e uma adaptação livre da série limitada dos quadrinhos Marvel 1602. O sexto episódio apresenta uma personagem original do MCU chamada Kahhori, uma jovem Mohawk em uma linha do tempo alternativa que busca descobrir seus novos poderes após o Tesseract aterrissar na Confederação Haudenosaunee, na América pré-colonial, onde a colonização europeia não ocorreu. Os criativos trabalharam com membros da Nação Mohawk e do departamento de diversidade da Disney, que trouxe consultores do Smithsonian Institution, para garantir a precisão cultural de sua representação dos indígenas americanos na criação do personagem, cenário, design, história e música. O episódio é apresentado na língua Mohawk com legendas em inglês e também em espanhol.
Um episódio focado no Guardião Vermelho / Soldado Invernal escrito por Bradley era planejado para a segunda temporada, mas mais tarde foi transferido para a terceira. Outros episódios considerados durante o desenvolvimento da temporada incluíram um musical, com quatro conceitos que "poderiam ter se tornado musicais de uma forma ou de outra"; Vingadores de estimação; e um com tema de pirata, com Andrews explicando que teria como foco o Ossos Cruzados como um espadachim que considera deixar aquela vida.

### Escalação e gravação de voz
Jeffrey Wright retorna para narrar a série como o Vigia. O plano da Marvel para a série era fazer com que atores que interpretaram personagens dos filmes do MCU reprisassem seus papéis em What If...?, com mais de 30 fazendo isso durante a temporada. Esses incluem: Karen Gillan como Nebulosa, Jude Law como Yon-Rogg, Michael Rooker como Yondu Udonta, Seth Green como Howard, o Pato, Taika Waititi como Korg, Peter Serafinowicz como Garthan Saal, Michael Douglas como Hank Pym / Homem-Formiga, Hayley Atwell como Peggy Carter e Capitã Carter, John Slattery como Howard Stark, Kurt Russell como Ego, Chris Hemsworth como Thor, Laurence Fishburne como Bill Foster / Golias, Sebastian Stan como Bucky Barnes / Soldado Invernal, Atandwa Kani como Rei T'Chaka / Pantera Negra, Madeleine McGraw como a jovem Hope van Dyne, Gene Farber como Karpov, Jon Favreau como Happy Hogan / "O Monstro", Kat Dennings como Darcy Lewis, Cobie Smulders como Maria Hill, Sam Rockwell como Justin Hammer, Mark Ruffalo como Bruce Banner, Jeremy Renner como Clint Barton / Gavião Arqueiro, Jeff Goldblum como o Grão-Mestre, Tessa Thompson como Valquíria, Rachel House como Topaz, Josh Brolin como Thanos, Samuel L. Jackson como Nick Fury, Frank Grillo como Brock Rumlow, Rachel Weisz como Melina Vostokoff, Elizabeth Olsen como Wanda-Merlin, Benedict Cumberbatch como Doutor Estranho Supremo, Clancy Brown como Surtur, Cate Blanchett como Hela, Idris Elba como Heimdall, Tom Hiddleston como Loki, Paul Rudd como Scott Lang / Homem-Formiga, e Stanley Tucci como Abraham Erskine. Chauncey afirmou que cada um dos atores que retornaram tem tal conhecimento de seus personagens, eles tinham "precisão exata que lhes permitiu ir direto para qualquer linha do tempo" do episódio e foram capazes de imbuir mudanças sutis conforme necessário para os cenários.
Vários personagens da temporada são dublados por atores diferentes daqueles que os retrataram nos filmes do MCU. Reprisando seus papéis da primeira temporada incluem: Mick Wingert como Tony Stark / Homem de Ferro; Lake Bell como Natasha Romanoff / Viúva Negra; Josh Keaton como Steve Rogers / Capitão América, o Esmagador Hydra, e Rogers Hood; e Cynthia McWilliams como Gamora. Julianne Grossman dá voz à Nova Prime Irani Rael, substituindo Glenn Close; Fred Tatasciore dá voz a Groot, substituindo Vin Diesel; Mace Montgomery Miskel dá voz ao jovem Peter Quill, substituindo Wyatt Oleff; Keri Tombazian dá voz a Wendy Lawson / Mar-Vell, substituindo Annette Bening; Jeff Bergman dá voz a Odin, substituindo Anthony Hopkins; e Feodor Chin dá voz a Xu Wenwu, substituindo Tony Leung.
Os personagens apresentados na temporada incluem Isaac Robinson-Smith como Sergei; Matthew Waterson como Rusty; Ross Marquand como W.E.R.N.E.R.; Devery Jacobs como Kahhori, uma jovem Mohawk que é uma personagem original do MCU; Jacobs também interpreta Bonnie na minissérie live-action da Marvel Studios, Echo (2024), que ela chamou de "coincidência" por ela fazer parte de dois projetos da Marvel Studios e observar que as duas personagens não tem relação; Kiawentiio como Wáhta; Jeremy White como Atahraks; Gabriel Romero como Rodrigo Alphonso Gonzolo; Carolina Ravassa como Rainha Isabel da Espanha; Lauren Tom como Jiayi; Michael Hagiwara como Shunyuan; e Liv Zamora como a jovem Hela.
Wright gostou de poder ver como seu desempenho combinava com a animação dos episódios da primeira temporada enquanto gravava para esta temporada, permitindo-lhe fazer alguns ajustes em seu desempenho, como adicionar "um pouco mais de mistério à voz e um pouco mais de distância" para promover a noção de que o Vigia "não está totalmente presente". Ele também regravou algumas de suas performances na temporada depois de ouvir suas gravações iniciais, acreditando que estava "um pouco distraído" e que o tom de sua voz estava errado. Em janeiro de 2021, Grillo revelou que deveria retornar no mês seguinte para gravar mais episódios como Rumlow.

### Animação
Scott Wright atua como supervisor de animação durante a maior parte da temporada,  com o chefe de animação da primeira temporada, Franck, juntando-se a Wright no quarto episódio,  e servindo como único supervisor no quinto. Flying Bark Productions trabalhou em quatro episódios,  Stellar Creative Lab trabalhou em dois,  e SDFX Studios trabalhou em três.

### Trilha sonora
Laura Karpman retornou da primeira temporada como compositora e foi acompanhada por sua esposa Nora Kroll-Rosenbaum, que anteriormente regeu a trilha sonora de Karpman para The Marvels (2023). Elas concluíram o trabalho da composição da temporada no início de dezembro de 2023. O episódio Kahhori apresenta música tradicional Mohawk. Um EP de cinco faixas para o terceiro episódio, "What If... Happy Hogan Saved Christmas?", Foi lançado digitalmente em 15 de dezembro de 2023. Um álbum de trilha sonora da temporada com seleções da trilha sonora de Karpman e Kroll-Rosenbaum foi lançado digitalmente pela Hollywood Records e Marvel Music em 5 de janeiro de 2024.
| What If...?: Season 2 (Original Soundtrack) |                               |         |  |
| N.º                                         | Título                        | Duração |  |
| 1.                                          | "What If...Super Nova Nebula" | 1:46    |  |
| 2.                                          | "What If...Peter Quill"       | 3:56    |  |
| 3.                                          | "What If...Christmas"         | 4:04    |  |
| 4.                                          | "What If...Sakaar Iron Man"   | 3:06    |  |
| 5.                                          | "What If...Captain Carter"    | 3:07    |  |
| 6.                                          | "What If...Kahhori"           | 2:30    |  |
| 7.                                          | "What If...Hela"              | 4:36    |  |
| 8.                                          | "What If...1602"              | 3:13    |  |
| 9.                                          | "What If...Strange Supreme"   | 3:56    |  |
| 10.                                         | "What If...End Credits"       | 2:11    |  |
| Duração total:                              | Duração total:                | 32:00   |  |

## Marketing
A temporada foi discutida durante o painel de animação da Marvel Studios na San Diego Comic-Con 2022, onde "What If... Captain Carter Fought the Hydra Stomper?" foi exibido, então esperado para ser o primeiro episódio da temporada. Um trailer da segunda temporada foi lançado em 15 de novembro de 2023. Bradley Russell, da Total Film, sentiu que a temporada estava "apresentando o lado mais estranho e selvagem do MCU até agora". A Marvel criou um site estilo calendário do Advento, "The Watcher's Nine Days of What If...?", que apresentava clipes diários de visualização de cada episódio, assim como uma prévia da terceira temporada. No Consumer Electronics Show em janeiro de 2023, a Samsung Electronics exibiu um anúncio no Sphere para seu próximo evento Galaxy Unpacked apresentando personagens da segunda temporada de What If...?.

## Lançamento
A segunda temporada estreou no Disney+ em 22 de dezembro de 2023 e lançou seus nove episódios diariamente até 30 de dezembro. Foi o primeiro projeto de televisão da Marvel Studios a lançar novos episódios diariamente. Foi originalmente anunciado para ser lançado no início de 2023, mas em fevereiro de 2023 era improvável que estreasse naquele ano, já que a Disney e a Marvel Studios estavam reavaliando sua produção de conteúdo. A data de lançamento no final de dezembro de 2023 foi anunciada em setembro. Uma exibição do primeiro e do terceiro episódios —"What If... Nebula Joined the Nova Corps?" e "What If... Happy Hogan Saved Christmas?"—e perguntas e respostas com os criativos ocorreram no estúdio do Walt Disney Studios em Burbank, Califórnia, em 11 de dezembro de 2023. A temporada faz parte da Fase Cinco do MCU.

## Recepção

### Crítica
A segunda temporada tem 89% de aprovação no Rotten Tomatoes, com base em 27 avaliações, com nota média de 7,7/10. No Metacritic, que atribui uma classificação média ponderada, a segunda temporada recebeu uma pontuação média de 79 em 100, com base em 7 avaliações, indicando "geralmente favorável".

### Reconhecimentos
Para o 51º Prêmio Annie, "What If... Kahhori Reshaped the World?" foi nomeado para Realização notável para efeitos animados em uma produção animada de televisão/transmissão, enquanto "What If... Nebula Joined the Nova Corps?" foi indicado para Melhor Realização em Design de Produção em uma Produção de Animação para Televisão/Transmissão.